# أوريا الحثي

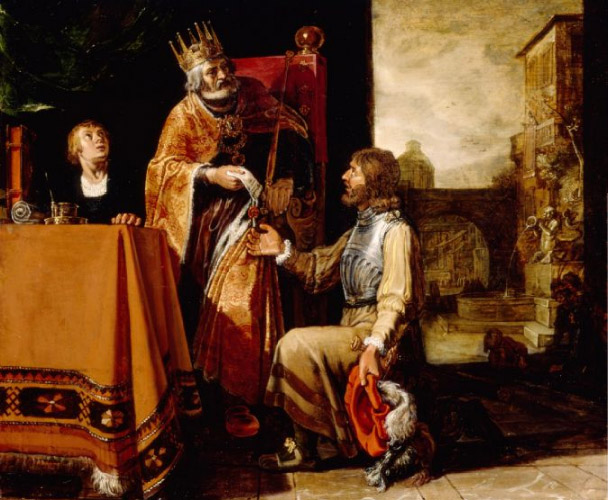
بيتر لاستمان: ديفيد يسلّم رسالة لأوريا، 1619.

أُورِيَّا الْحِثِّيُّ (بالعبرية:  אוּרִיָּה הַחִתִּֽי) كان قائدًا في جيش داود حسب سفر صموئيل الأول وزوج بثشبع وقد اتصل الملك داود اتصالًا شريرًا ببثشبع زوجة أوريا، ثم أمر داود أن يوضع أوريا في المقدمة في مكان من الجيش يُعرّض فيه للموت، عندما كان الجيش يحاصر ربّة عمون فقتل أوريا وقد وبّخ النبي ناثان الملك داود على هذه الخطايا وأعلنه بحلول دينونة الله عليه بسببها.